# Спотворення пам'яті
Поняття викривлення пам'яті (англ. recall bias) у сенсі когнітивного упередження позначає джерело помилок, особливо в ретроспективних дослідженнях.
Йдеться про викривлення, що виникають через те, що особи більше не пам'ятають події належним чином, а те, що справді важливо, не відіграє для них значущої ролі. Одним із варіантів дослідження, яке особливо чутливе до зміщення пам'яті, є так зване дослідження «кейс-контроль». Він використовується для визначення факторів ризику певних захворювань. Для цього пацієнтів з цією хворобою та тих, хто не має цього захворювання, запитують, чи були у них у минулому ці фактори ризику. При цьому може трапитися так, що, навіть через довгий час, пацієнти з хворобою і пацієнти без хвороби не можуть точно згадати та надають неточні відомості. Крім того, пацієнти з захворюванням можуть мати свої власні уявлення про те, що могло викликати захворювання, і можуть з більшою ймовірністю або занадто часто згадувати такі фактори ризику (вибіркове інформування). Зворотний ефект — коли лікарі схильні виявляти хворобу через наявність певного фактора ризику (упередження спостерігача).
Для запобігання викривлення пам'яті проводяться проспективні дослідження.